# Музей Фицуильяма
Музей Фицуильяма (англ. Fitzwilliam Museum) — музей искусств и истории при Кембриджском университете в городе Кембридж (Великобритания). Он был основан в 1816 году по завещанию Ричарда Фицуильяма, седьмого виконта Мерриона (1745-1816), и содержит ценную коллекцию произведений искусства от древнего мира и античности и до наших дней. В музее представлено более полумиллиона экспонатов. Сокровища музея включают работы Тициана, Тинторетто, Рубенса, Ван Дейка, Моне, Сезанна и Пикассо, а также крылатый барельеф из Нимруда. Вход для посетителей бесплатный.

## Общие сведения
Музей был образован в 1816 году из наследия Ричарда Фицуильяма, состоявшего из собрания редких книг и произведений искусства, которое он завещал Кембриджскому университету, а также 100 тысяч фунтов стерлингов, которые Фицуильям завещал на постройку здания. Здание музея строилось в несколько этапов - архитекторами Джорджем Базеви, Чарльзом Кокреллом и  Эдвардом Барри. Музей открылся для посетителей в 1848 году. Ежегодно музей Фицуильяма посещает до 300 тысяч человек.

## Собрание
Собрание музея разделено на пять отделений:
- Древнее искусство
- Декоративно-прикладное искусство
- Монеты и медали
- Рукописи и книги
- Живопись и графика

В отделе Древнего искусства можно увидеть экспонаты из Древнего Египта, Древней Греции и Рима, из стран Ближнего Востока и Кипра архаической и эллинистической эпох. В отделе Прикладного искусства хранятся английские и европейские предметы быта: посуда и хрусталь, мебель, часы, оружие Средневековья и Нового времени, а также предметы искусства из Китая, Японии и Кореи. Коллекция монет и медалей насчитывает более 190 тысяч предметов хранения со всего мира - от начала чеканки монет вплоть до наших дней. Однако отдельного монетного кабинета в музее нет, медали и монеты демонстрируются в разных залах. В коллекцию входят также исторические и художественные медали, военные и гражданские награды, собрание гемм и камей. В отделе рукописей и книг собраны древние и средневековые манускрипты, редкие печатные книги, рукописи и ноты, в том числе Вирджинальная книга Фицуильяма, один из главных источников инструментальной музыки елизаветинского периода (хранитель музыкальной коллекции — крупный британский музыковед Иан Фенлон). В картинной галерее хранятся полотна и графика европейских мастеров XIII—XX веков, в том числе произведения таких мастеров, как Джамбаттиста Питтони, Тициан, Веронезе, Рубенс, Ван Дейк, Дега, Моне, Сезанн, Ренуар, и Пикассо.

### Искусство Центральной Азии в коллекциях Музея Фитцвильям
Коллекция широко представлена предметами исламского и доисламского искусства. В частности в собрании присутствуют рукописи, отдельные альбомных листы с книжной живописью и каллиграфией, в частности из альбома императора Акбара, а также нумизматические коллекций монет и медалей со времен древних царств Мавераннахра до Хивинского ханства и Бухарского эмирата. Широко представлена керамика, центральноазиатский текстиль, который включает традиционную вышивку и ковры, а также скульптура Гандхары, скульптуры танского периода и эллинистические ювелирные украшения. В 2018 году Всемирным обществом по изучению, сохранению и популяризации культурного наследия Узбекистана при участии председателя попечительского совета  Бахтиера Фазылова, председателя научного совета Эдварда Ртвеладзе, а также председателя правления Всемирного общества и руководителя проекта "Культурное наследие Узбекистана" Фирдавса Абдухаликова была начата работа по подготовке и публикации книги-альбома из серии "Культурное наследие Узбекистана в собраниях мира" "Искусство Центральной Азии в собраниях Кембриджского университета". Первый том которого был посвящен коллекции Музея Фицуильяма. Идею поддержал лично директор Музея Люк Сайсон. Авторами книги-альбома в том числе стали руководитель проекта Фирдавс Абдухаликов, директор Центра иранской культуры при колледже Пембрук Кембриджского университета Фирюза Мелвилл, а также ряд британских ученых и искусствоведов при участии Эдварда Ртвеладзе. Презентация книги-альбома  состоялась в августе 2019 года на III Международном конгрессе Всемирного общества по изучению, сохранению и популяризации культурного наследия Узбекистана, который прошёл в Ташкенте в рамках Недели культурного наследия «Узбекистан – перекресток великих дорог и цивилизаций: империи, религии, культуры».

## Бронзовые скульптуры Микеланджело
В 2015 году в музее были выставлены «Бронзы Ротшильда» (такое название они получили в честь их первого документально подтвержденного владельца — барона Адольфа де Ротшильда) — две бронзовые статуи, которые, по мнению музея, являются работой итальянского художника эпохи Возрождения Микеланджело. Если это действительно так, то они станут единственными известными сохранившимися бронзовыми скульптурами этого художника. Пара статуй изображает обнаженных мужчин, сидящих верхом на пантерах. Историк искусства Пол Джоаннидес связал статуи с рисунком в Музее Фабра во французском городе Монпелье, выполненным учеником Микеланджело и изображающим тот же сюжет в той же позе (обнаженная мужская фигура, сидящая верхом на пантере).

## Галерея

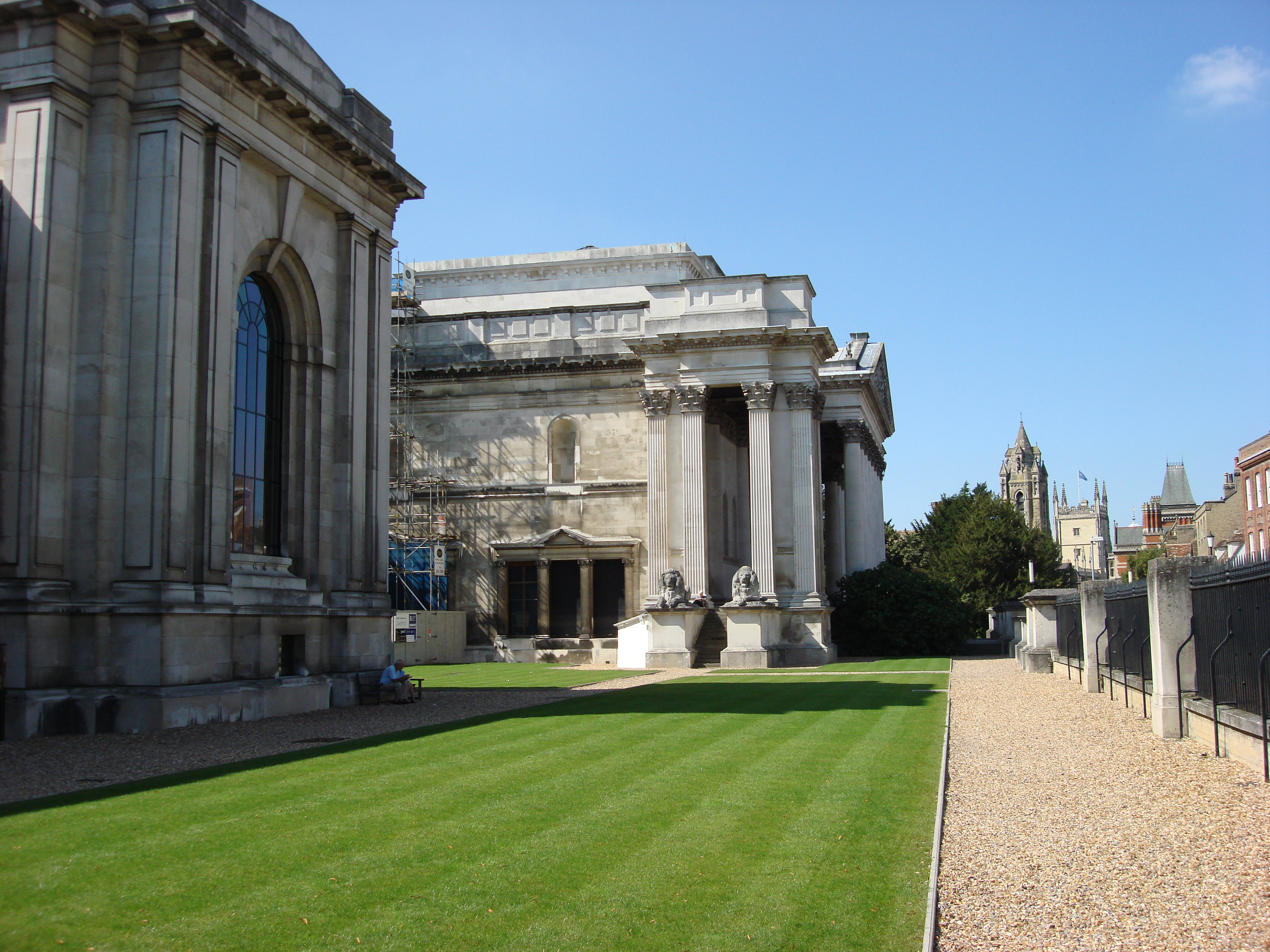
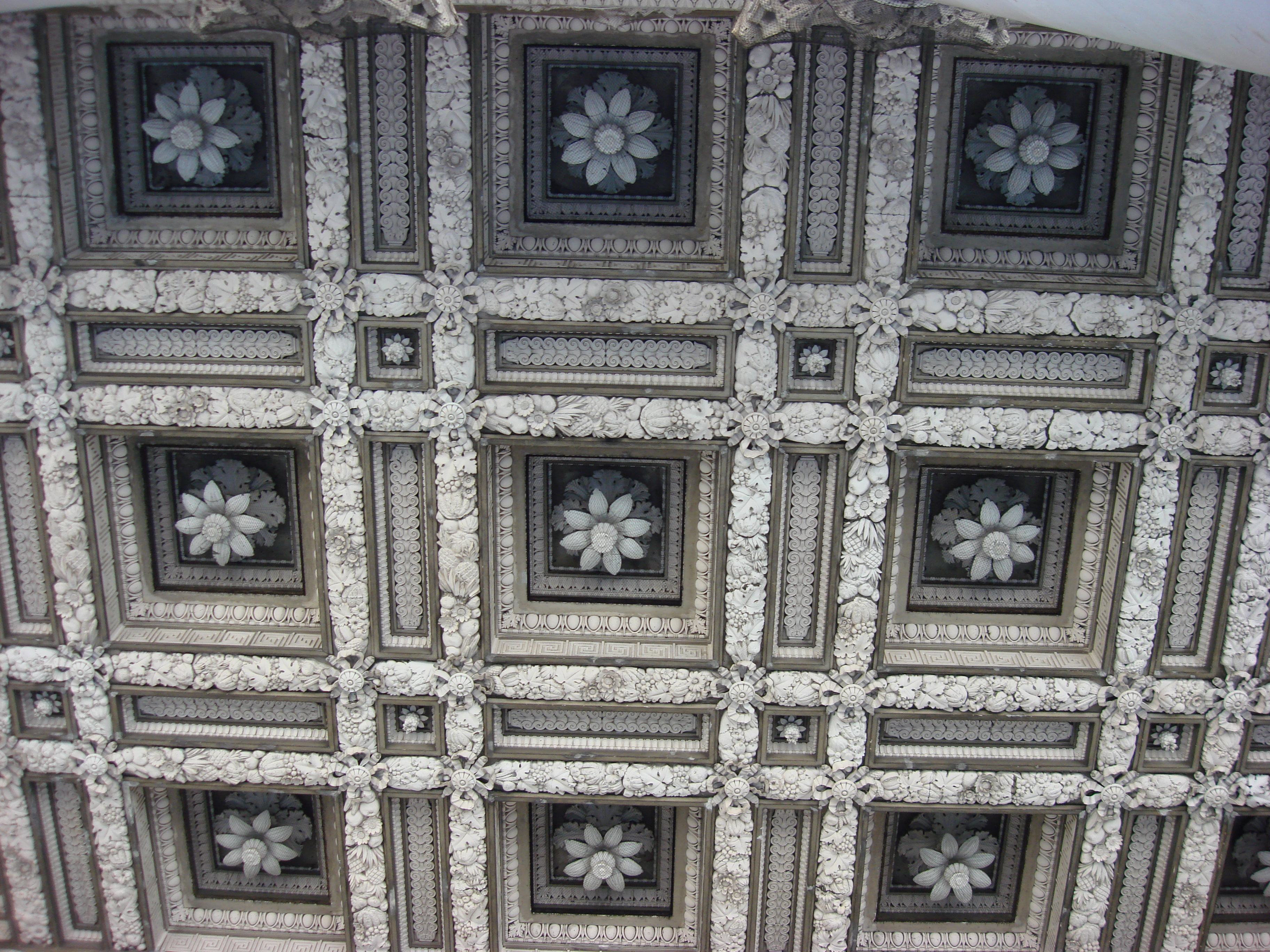
Потолок заднего портика
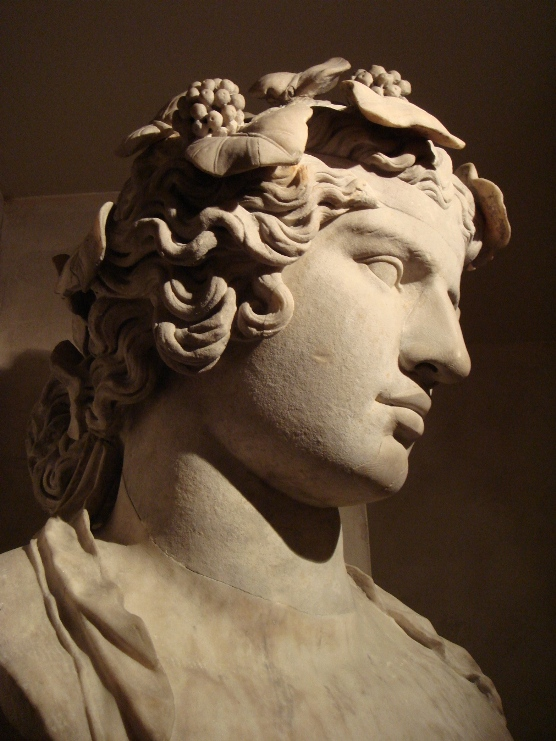
Антиной
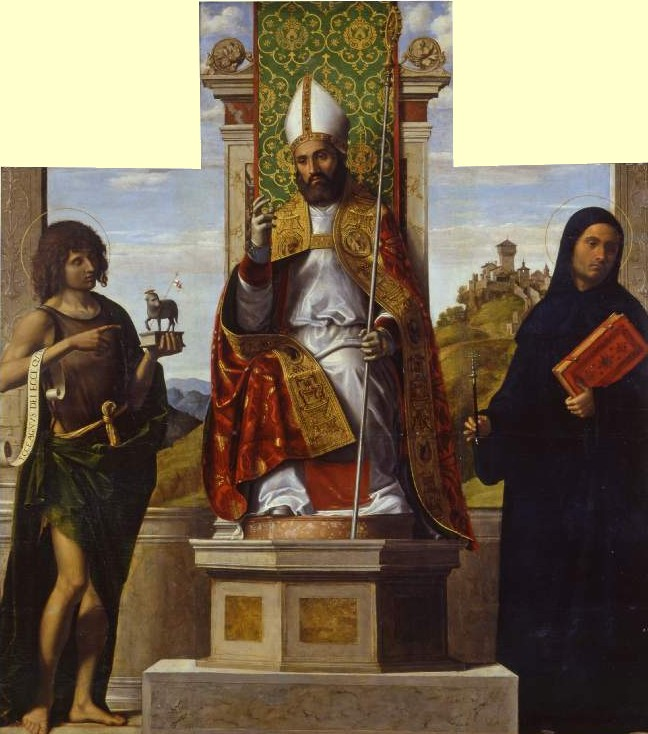
Чима да Конельяно. Св. Ланфранко ди Павия
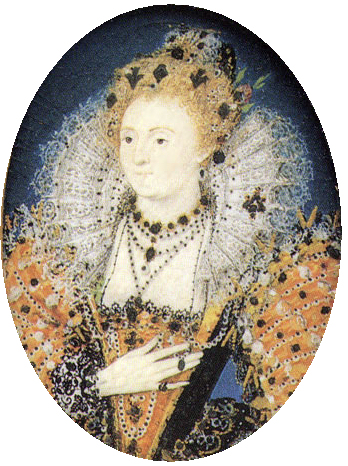
Николас Хиллиард. Портрет Елизаветы I
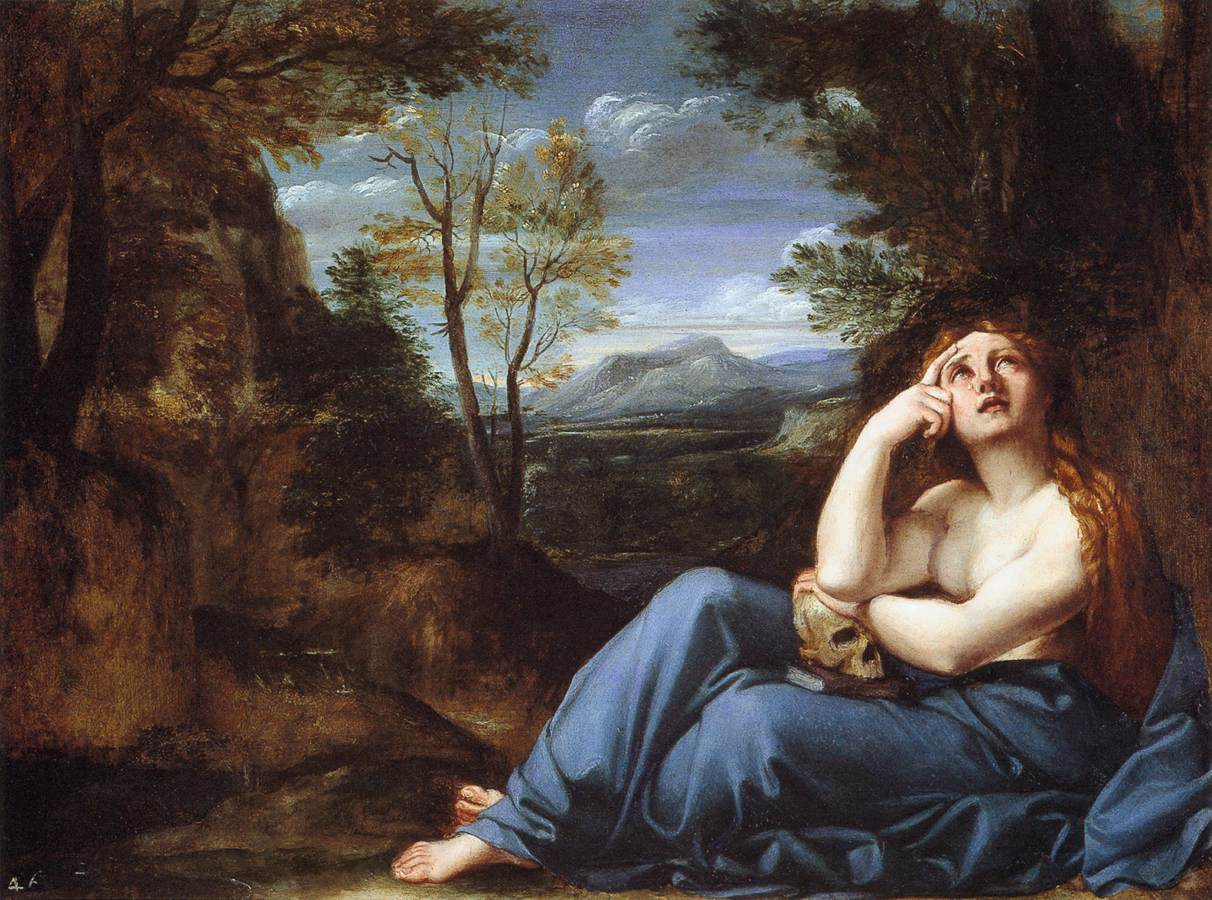
Аннибале Карраччи. Кающаяся Магдалина. 1598
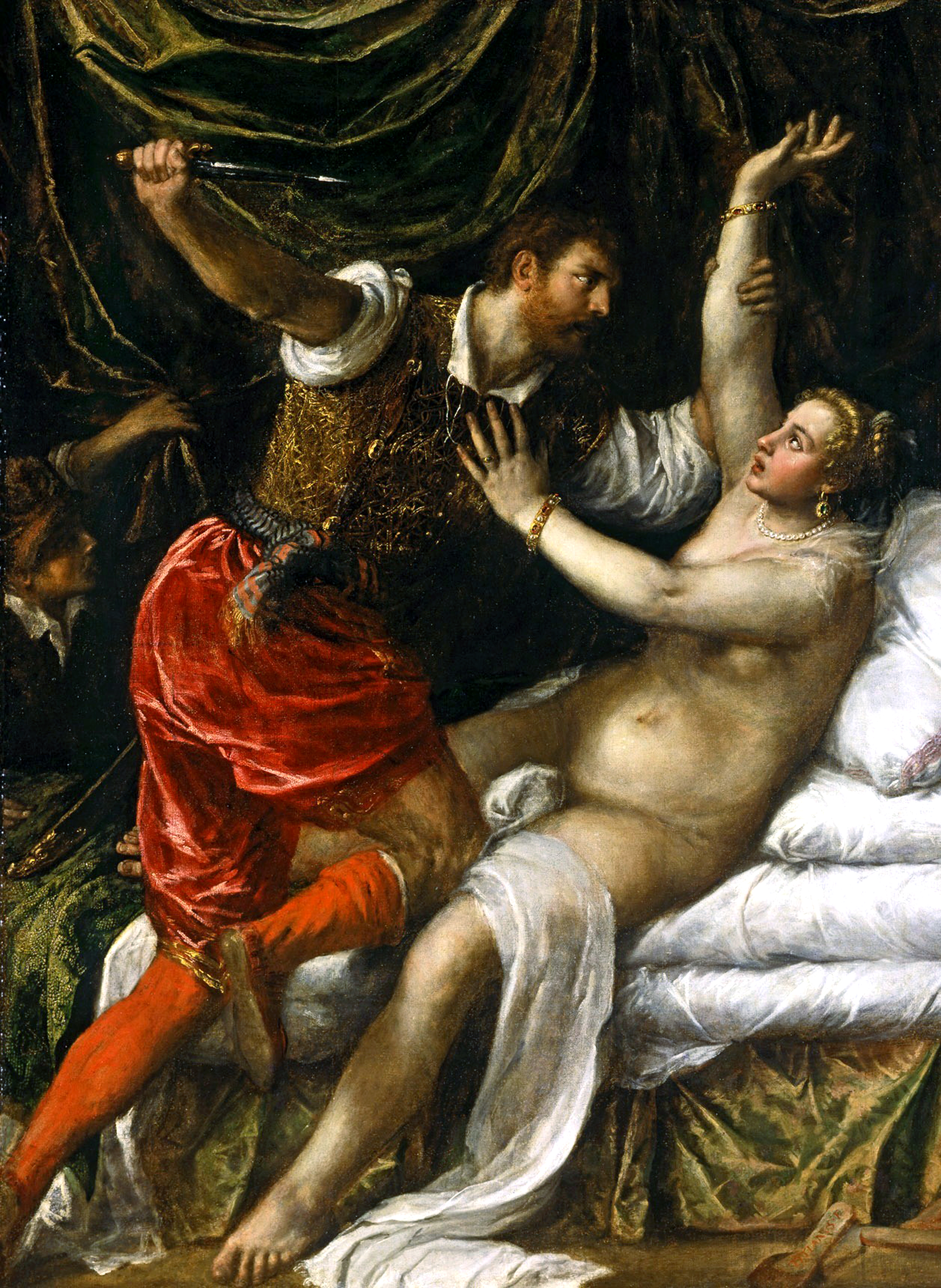
Тициан Тарквиний и Лукреция. 1571
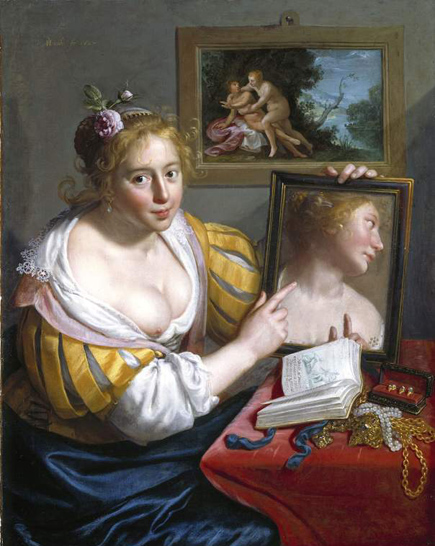
Паулюс Морельсе. Девушка утром, или аллегория глупой любви. 1627
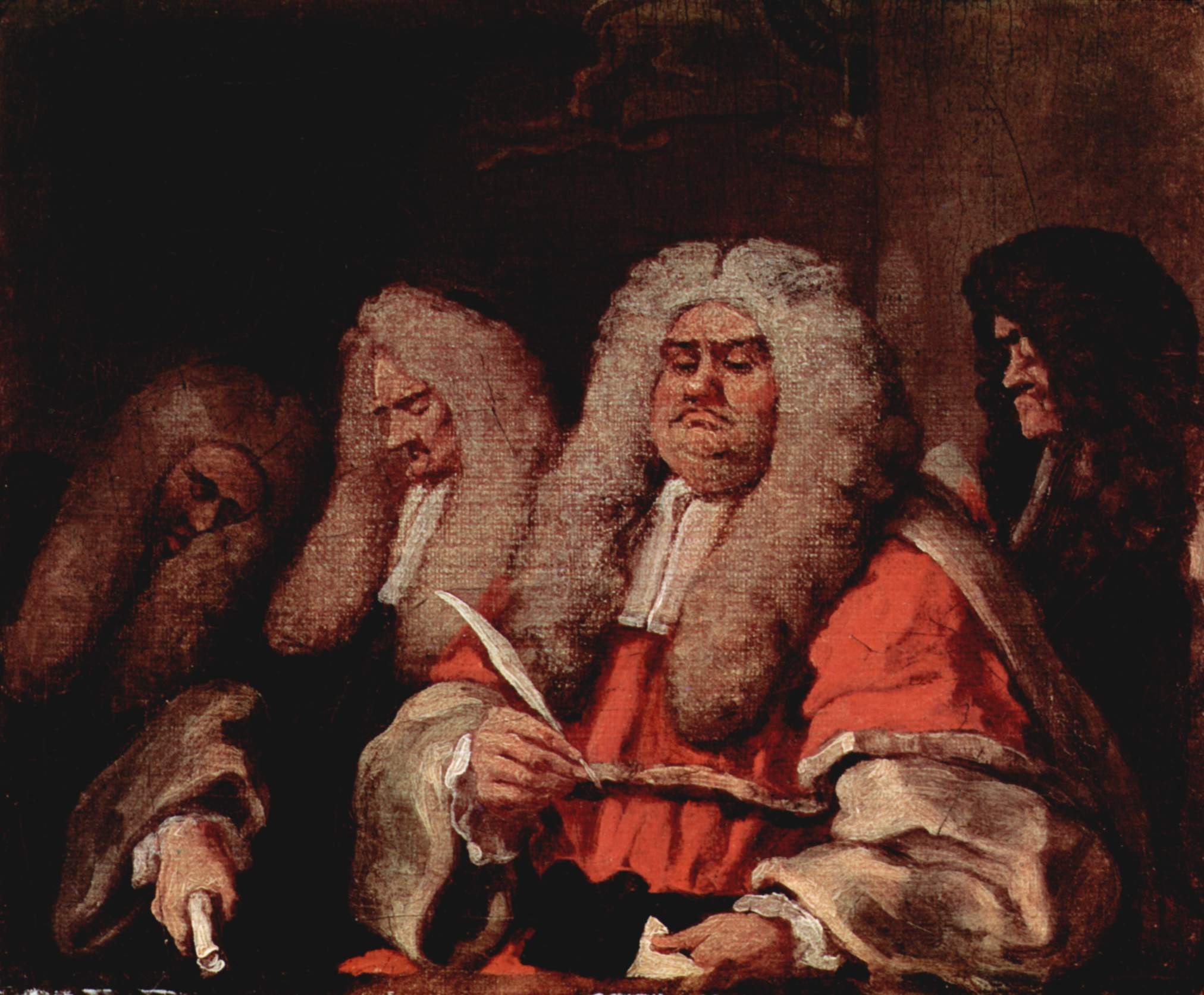
Уильям Хогарт. Заседание суда. 1757
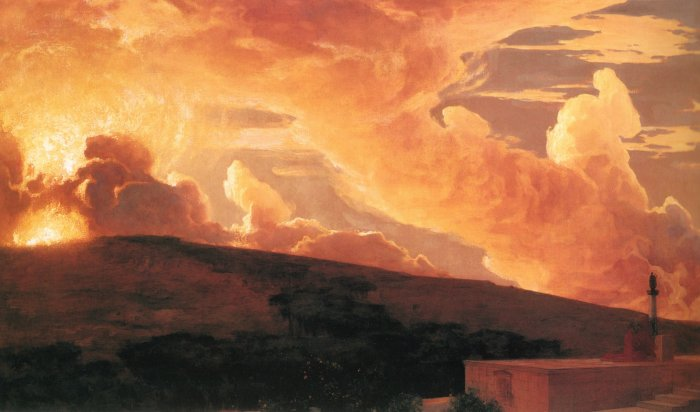
Фредерик Лейтон. Клайти. 1890-1892
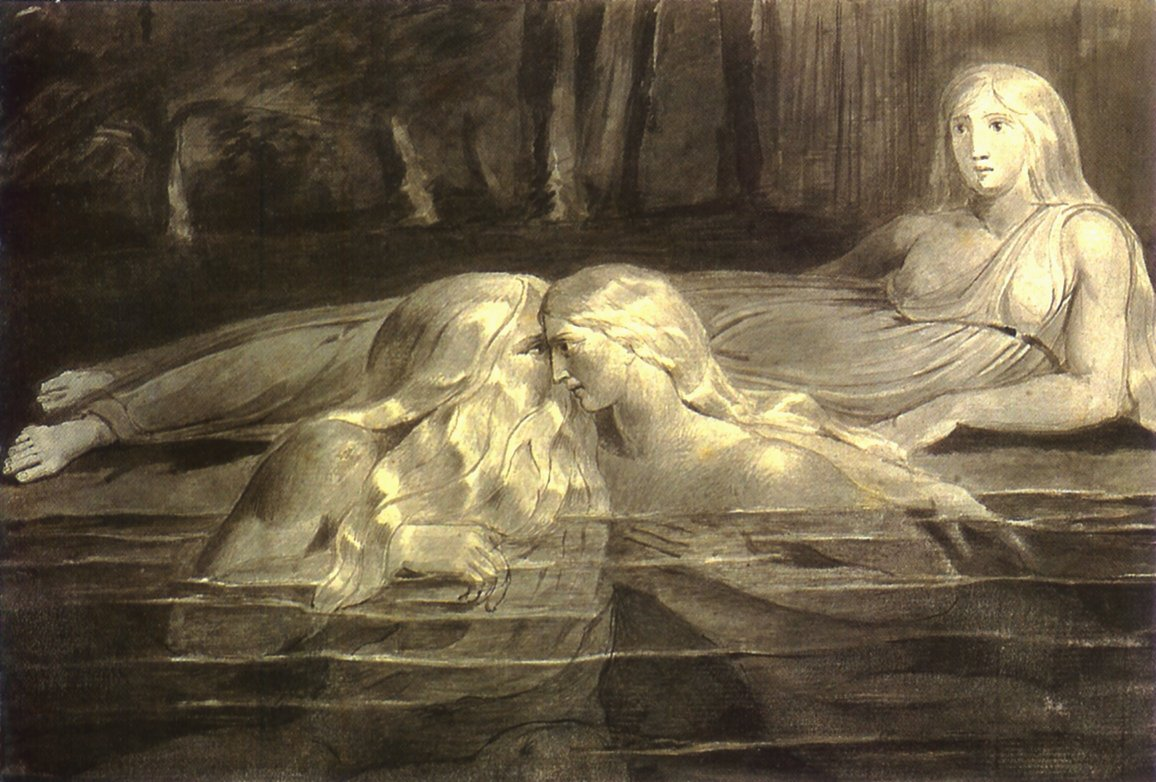
Уильям Блейк. Тириель
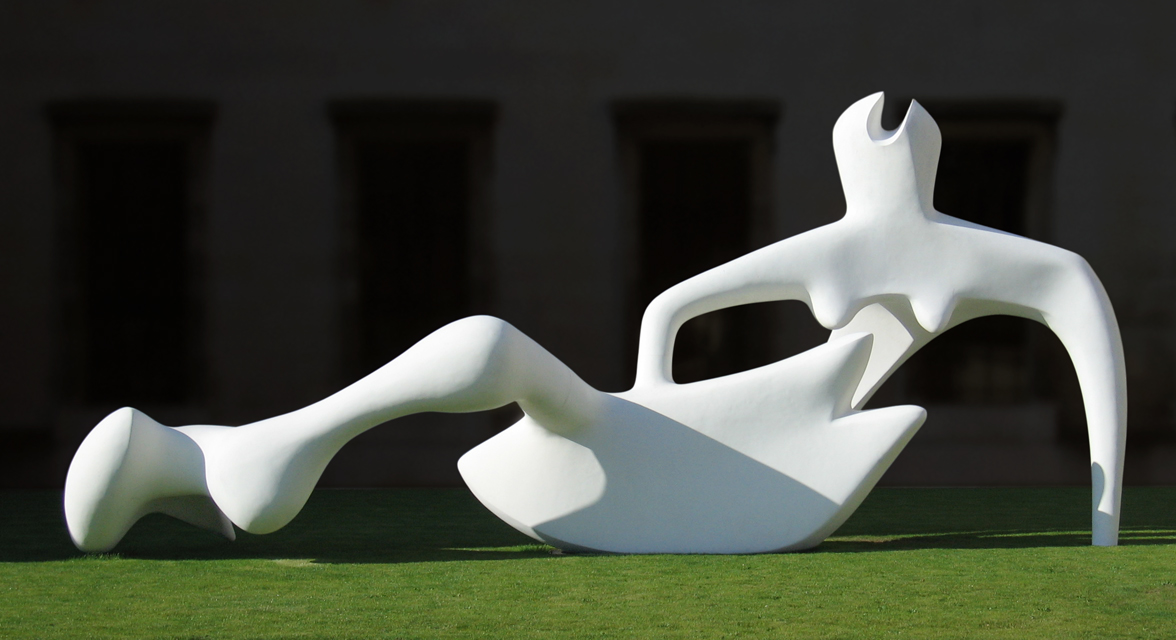
Генри Мур.Облокотившаяся фигура. 1951